# Euclidia communita
Euclidia communita là một loài bướm đêm trong họ Erebidae.